# Borough londonien de Hammersmith et Fulham
Le borough londonien de Hammersmith et Fulham (en anglais : London Borough of Hammersmith and Fulham) est un borough du Grand Londres. Fondé le 1er avril 1965 par fusion des boroughs métropolitains de Hammersmith et de Fulham, il compte 185 143 habitants selon les estimations de 2019. Il est situé au nord de la Tamise, dans l'Inner London.

## Géographie

### Quartiers
Le borough se compose des quartiers suivants :
- Fulham
- Hammersmith
- Baron's Court
- Hurlingham
- Old Oak Common
- Parsons Green
- Sands End
- Shepherd's Bush
- Walham Green
- West Kensington
- White City

### Circonscriptions
Le borough est en outre divisé en 16 circonscriptions électorales (wards) :
- Addison
- Askew
- Avonmore & Brook Green
- College Park & Old Oak
- Fulham Broadway
- Fulham Reach
- Hammersmith Broadway
- Munster
- North End
- Palace Riverside
- Parson's Green & Walham
- Ravenscourt Park
- Sands End
- Shepherd's Bush Green
- Town
- Wormholt & White City

## Économie
Le siège social d'Air France-KLM UK-Ireland est situé à Hammersmith jusqu'en 2006, lorsqu'il déménage dans le borough londonien de Hounslow, plus près de l'aéroport de Londres-Heathrow.

## Sports
Les clubs de football de Fulham, Chelsea et Queens Park Rangers sont localisés dans le borough.

### Jumelages
| Ville | Ville                | Pays | Pays      |
| ----- | -------------------- | ---- | --------- |
|       | Anderlecht           |      | Belgique  |
|       | Boulogne-Billancourt |      | France    |
|       | Neukölln             |      | Allemagne |

Hammersmith et Fulham, Boulogne-Billancourt et Neukölln constituent un cas de jumelage tripartite.

## Galerie

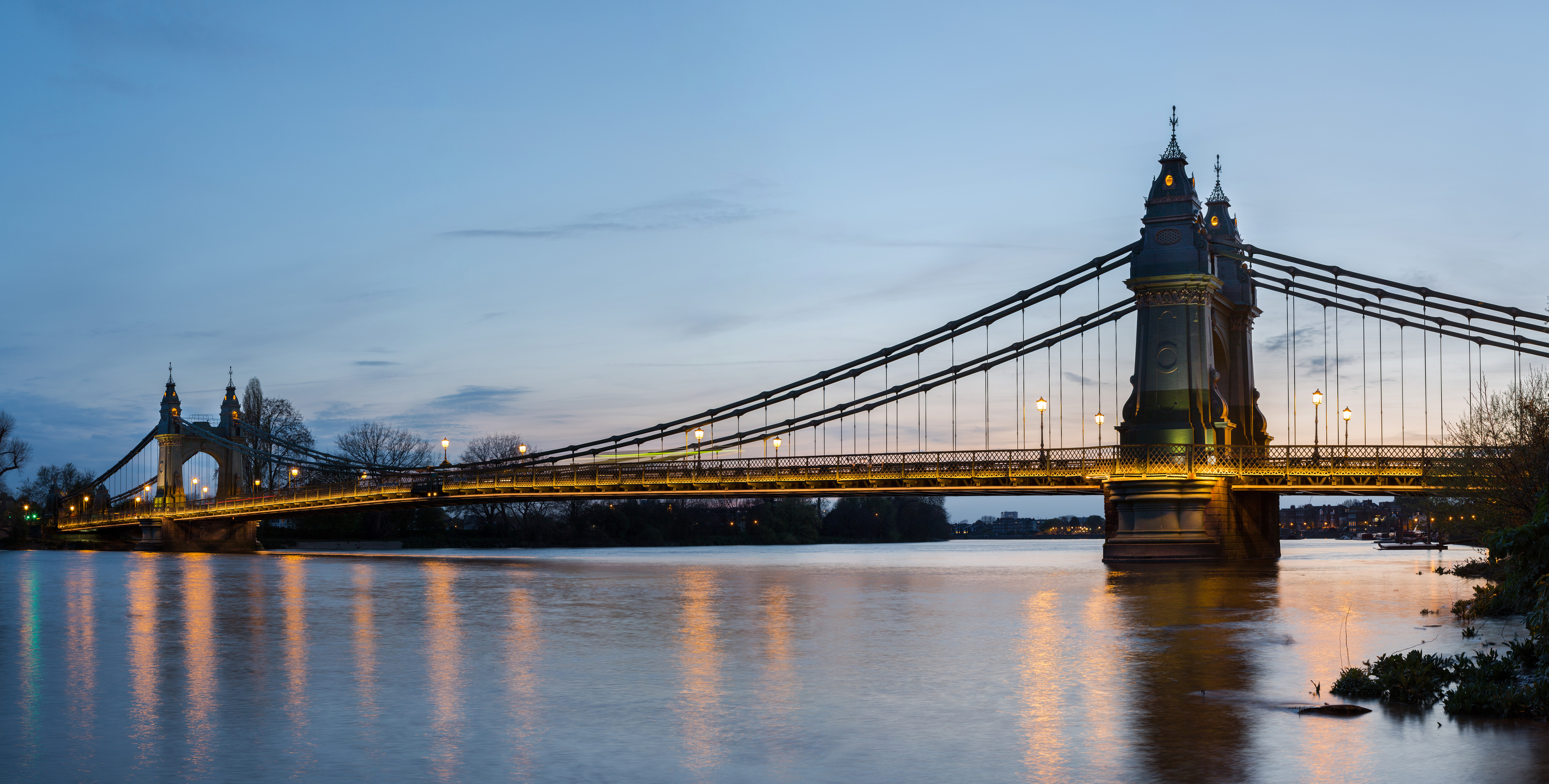
Le Hammersmith Bridge au-dessus de la Tamise, vers Richmond upon Thames.
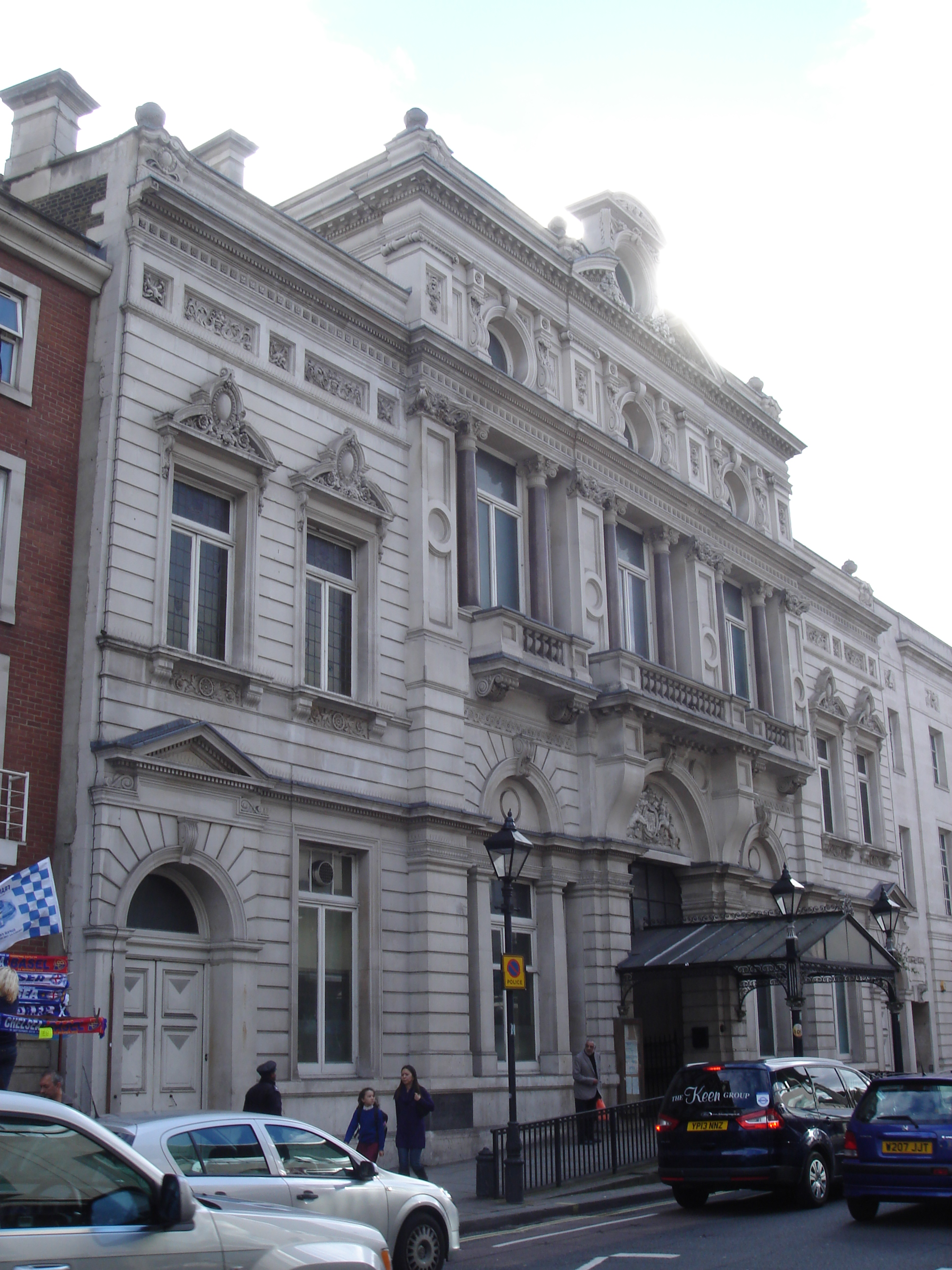
Fulham Town Hall.
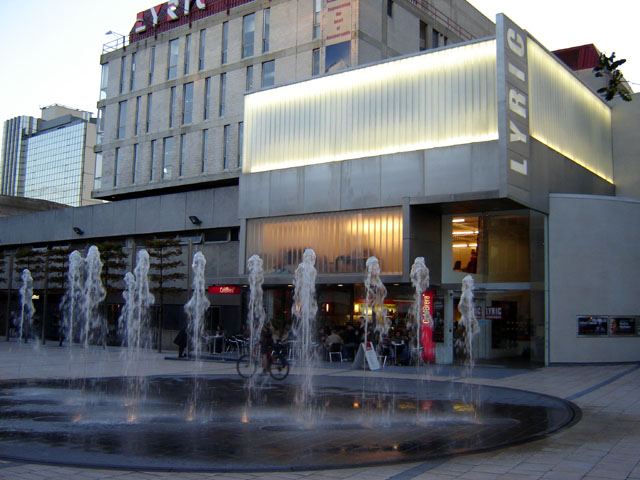
Le théâtre lyrique de Hammersmith.
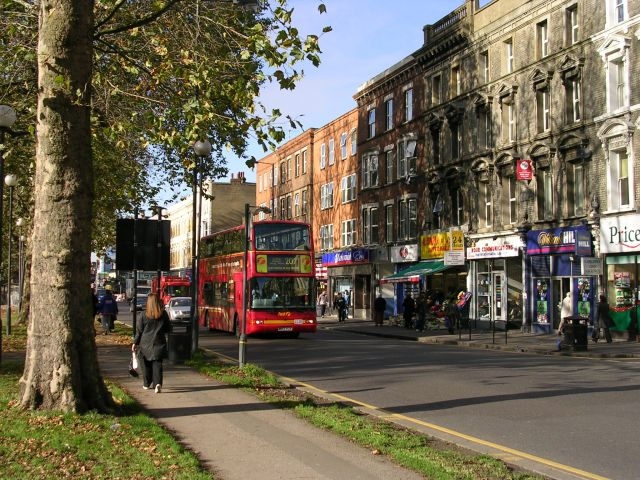
Boutiques sur Uxbridge Road, à Shepherd's Bush.
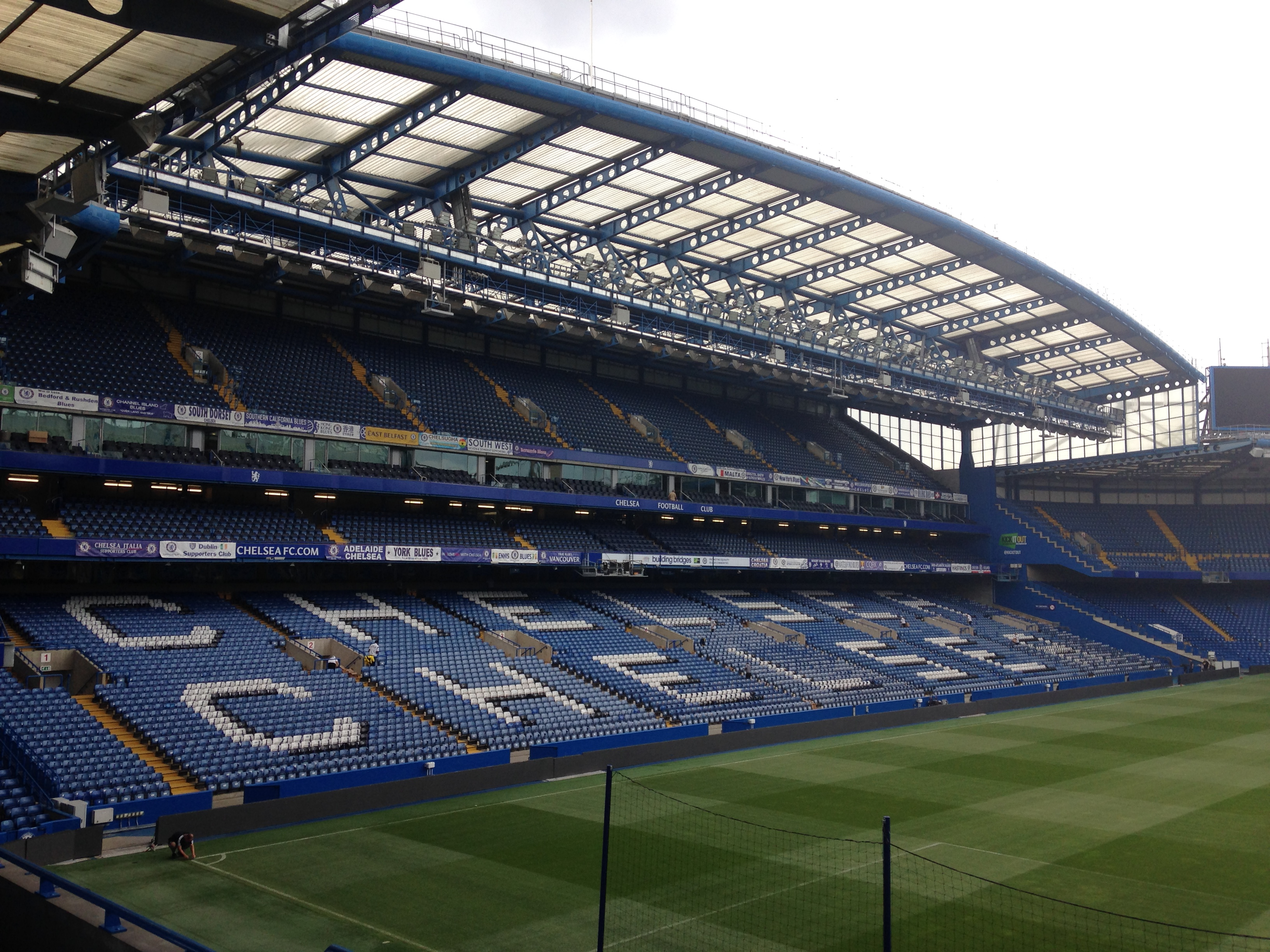
Stade de Stamford Bridge, à Walham Green.